# Prome

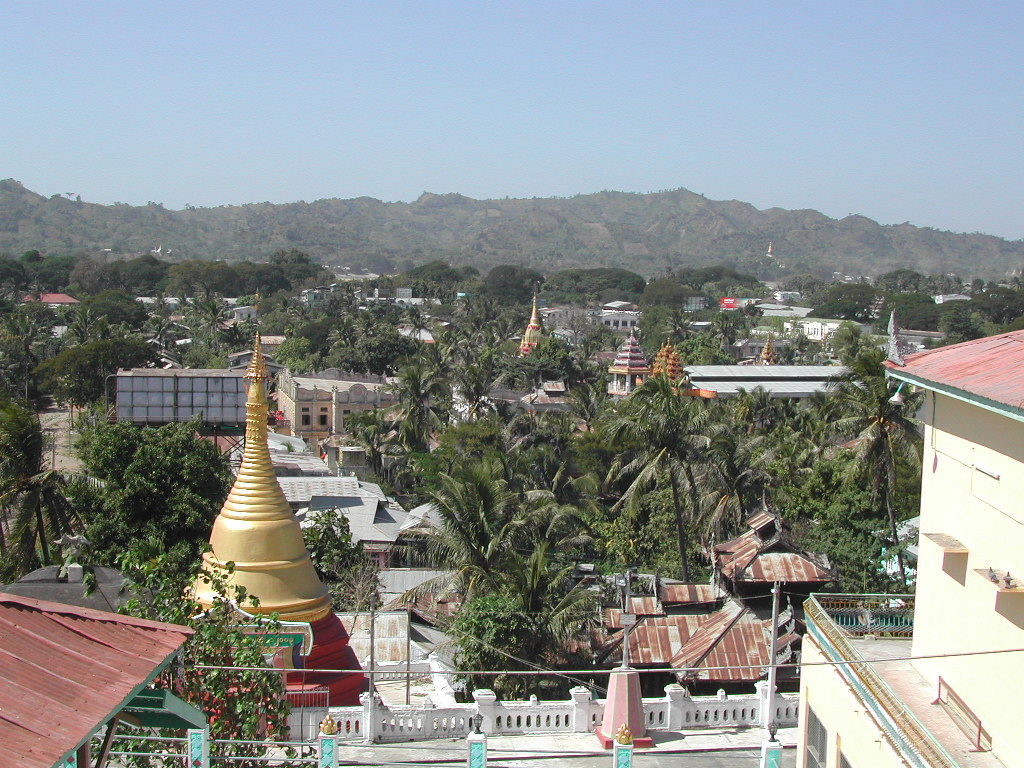
Vista di Prome (Pyay)

Prome (oppure Pyay) è una città della Birmania (ufficialmente Myanmar) centrale che secondo le stime del censimento 1983 conta 84 000 abitanti. È situata nella divisione di Pegu. Il nome locale di Pyi significa "capitale" in birmano e probabilmente si riferisce alla città Pyu di Sri Ksetra (Sanscrito: Città di splendore, Birmano: သရေခေတ္တရာ; MLCTS: sa. re hkett ra) le cui rovine sono situate a 8 km dall'attuale centro di Prome presso il villaggio di Hmawa.